# Cyclodomorphus
Cyclodomorphus es un género de lagartos de tamaño pequeño a mediano perteneciente a la subfamilia Egerniinae de la familia Scincidae. Se distribuyen por Australia.

## Especies
Se reconocen las siguientes nueve especies:
- Cyclodomorphus branchialis (Günther, 1867)
- Cyclodomorphus casuarinae (Duméril & Bibron, 1839)
- Cyclodomorphus celatus Shea & Miller, 1995
- Cyclodomorphus gerrardii (Gray, 1845)
- Cyclodomorphus maximus (Storr, 1976)
- Cyclodomorphus melanops (Stirling & Zietz, 1893)
- Cyclodomorphus michaeli Wells & Wellington, 1984
- Cyclodomorphus praealtus Shea, 1995
- Cyclodomorphus venustus Shea & Miller, 1995